# Brenda Phillips
Pour les articles homonymes, voir Phillips.
Brenda Phillips, née le 18 janvier 1958, est une joueuse de hockey sur gazon zimbabwéenne.

## Carrière
Brenda Phillips fait partie de l'équipe du Zimbabwe de hockey sur gazon féminin sacrée championne olympique en 1980 à Moscou.